# Borrelia mayonii
candidatus Borrelia mayonii é uma proposta espécie de bactérias patogênicas espiroquetas, bi-membranosas (Gram-negativas), anaeróbicas, extracelulares e flageladas com 15 a 20 μm de comprimento. Responsáveis pela Borreliose e transmitidas por carrapatos.